# Give 'Em War
Give 'Em War es el segundo disco en estudio de la banda española de thrash metal Angelus Apatrida lanzado el 28 de septiembre de 2007 a través de Mastertrax.

## Formación
- David G. Álvarez: Guitarra rítmica / solista - Coros
- Víctor Valera: Batería y coros
- Guillermo Izquierdo: Guitarra rítmica / solista - Voz
- José J. Izquierdo: Bajo y coros

## Lista de canciones
1. "Vomitive" - 4:00
2. "So Unjustly" - 3:16
3. "Corruption" - 3:10
4. "Free Your Soul" - 4:24
5. "Never Forget" - 5:27
6. "Energy" - 4:40
7. "Give 'Em War" - 2:59
8. "Collateral Damage" - 4:23
9. "Room 237" - 3:42
10. "Thrash Attack" - 4:23
11. "In the Heart of Nations" - 4:09
12. "The Calm" - 4:34